# Condado de Campbell (Wyoming)
El condado de Campbell (en inglés: Campbell County), fundado en 1911, es un condado del estado estadounidense de Wyoming. En el año 2010 tenía una población de 46 133 habitantes con densidad poblacional de 3.71 personas por km². La sede del condado es Gillette.

## Geografía
Según la Oficina del Censo, el condado tiene un área total de 12 437 km² (4801,9 mi²), de la cual 12 424 km² (4796,9 mi²) es tierra y 13 km² (5 mi²) (0.10%) es agua.

### Condados adyacentes
- Condado de Sheridan - oeste
- Condado de Johnson - oeste
- Condado de Converse - sur
- Condado de Weston - este
- Condado de Crook - este
- Condado de Powder River - norte

### Carreteras
- Interstate 90
- U.S. Highway 14
- U.S. Highway 16
- Wyoming Highway 50
- Wyoming Highway 51
- Wyoming Highway 59
- Wyoming Highway 450
- Wyoming Highway 387

## Demografía
En el 2000 la renta per cápita promedia del condado era de $$49,536, y el ingreso promedio para una familia era de $53,927. En 2000 los hombres tenían un ingreso per cápita de $41,814 versus $21,914 para las mujeres. El ingreso per cápita para el condado era de $20,063. Alrededor del 7.60% de la población estaba bajo el umbral de pobreza nacional.

## Comunidades

### Ciudad
- Gillette

### Pueblo
- Wright

### Lugares designados por el censo
- Antelope Valley-Crestview
- Sleepy Hollow

### Otras comunidades
- Recluse
- Rozet
- Weston